# Barca pop pop

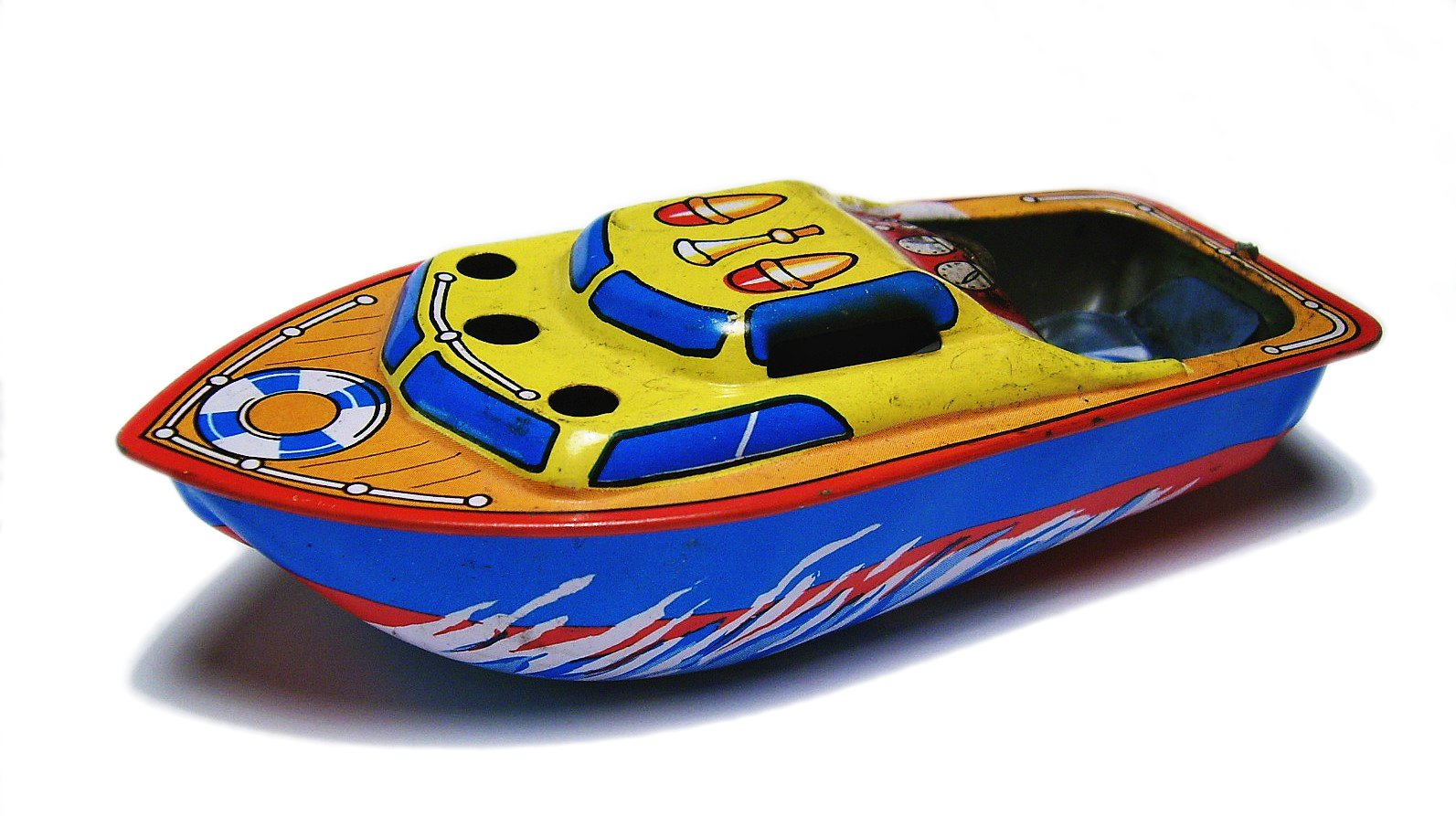
Una barca pop pop.

La barca pop pop è un giocattolo molto semplice, solitamente di latta e senza parti mobili che si muove sfruttando il principio di reazione ad impulsi. Come fonte energetica utilizza una fonte di calore, spesso una candela, che riscalda l'acqua in un serbatoio.
Quando si forma il vapore, esso fuoriesce tramite due tubicini posti nel retro dello scafo, spingendo la barca in avanti e producendo il tipico rumore pop pop.
I primi esemplari di questi giocattoli risalgono al XIX secolo, ma sono stati abbastanza diffusi intorno agli anni venti del XX secolo.

## Costruzione

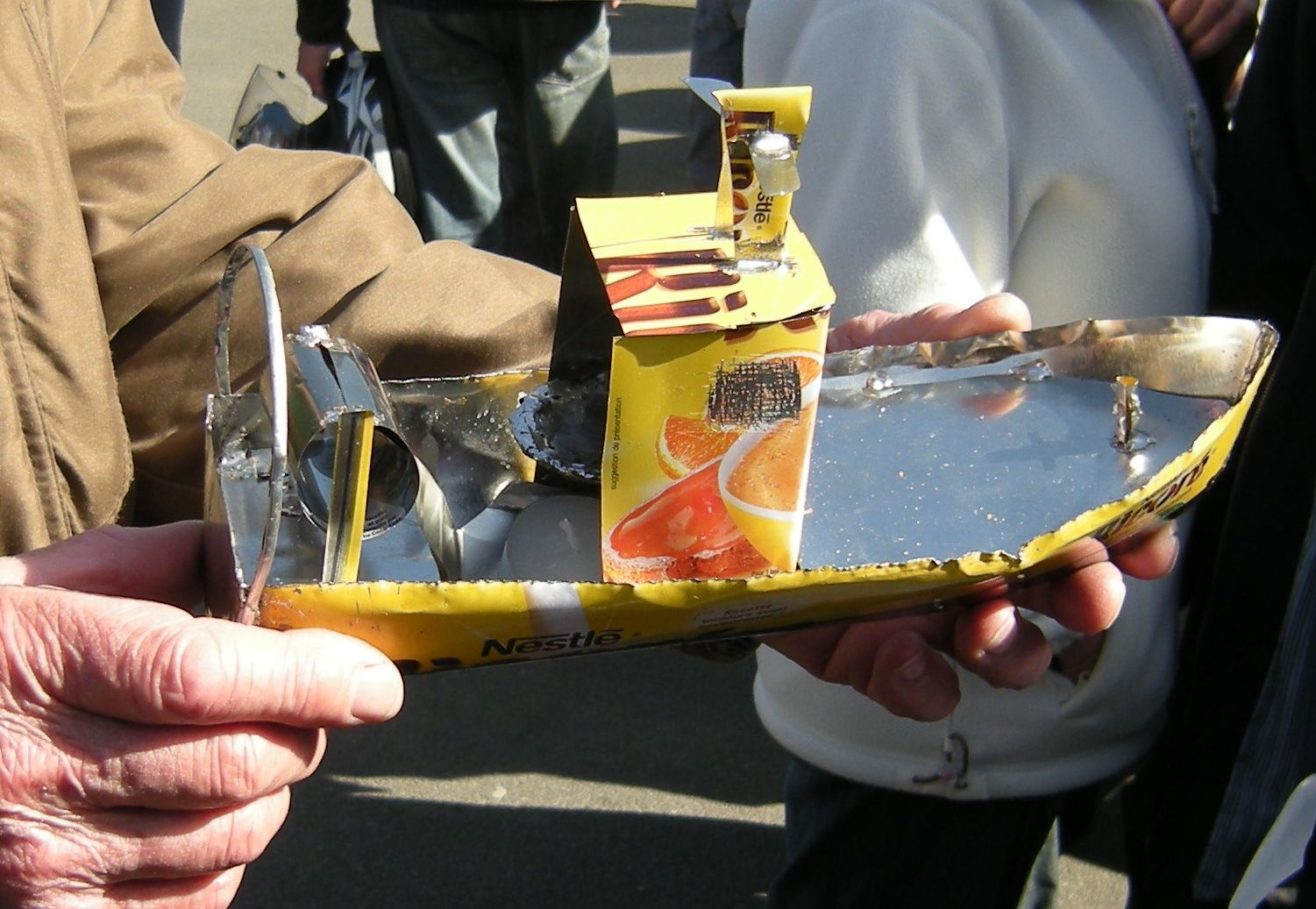
Una barca pop pop fatta in casa con una caldaia a bobina

Le barche pop pop commerciali sono state di solito realizzate in latta. Lo scafo della barca può essere fatto di qualsiasi materiale che galleggia. Le barche pop pop fatte in casa sono spesso realizzate in legno.
Il motore della barca è costituito da una caldaia con uno o più tubi di scarico. Sebbene possa essere usato un singolo tubo di scarico, la soluzione a due tubi è quella più comunemente usata. Questo perché la caldaia e i tubi di scarico devono essere riempiti con acqua e l'uso di due tubi consente di iniettare acqua in un tubo mentre l'aria, dall'interno del motore può fuoriuscire attraverso l'altro tubo. È più difficile rimuovere l'aria dall'interno della caldaia e riempire completamente un singolo tipo di tubo di scarico. La caldaia e i tubi di scarico sono generalmente realizzati in metallo, come stagno o rame.
Il design della caldaia può variare. Possono essere dei comuni contenitori metallici a forma di scatola o cilindro. Una caldaia più efficiente può essere realizzata utilizzando una piastra di metallo la cui parte superiore è un diaframma leggermente concavo fatto di un metallo molto sottile ed elastico. Molte barche pop pop utilizzano un singolo tubo di metallo, che è formato in una bobina al centro e con terminali dritti su entrambe le estremità per formare gli scarichi. La bobina in questo caso funziona come caldaia. Un elemento riscaldante di qualche tipo è posto sotto la caldaia. Comunemente candele o piccoli bruciatori a nafta.

## Storia

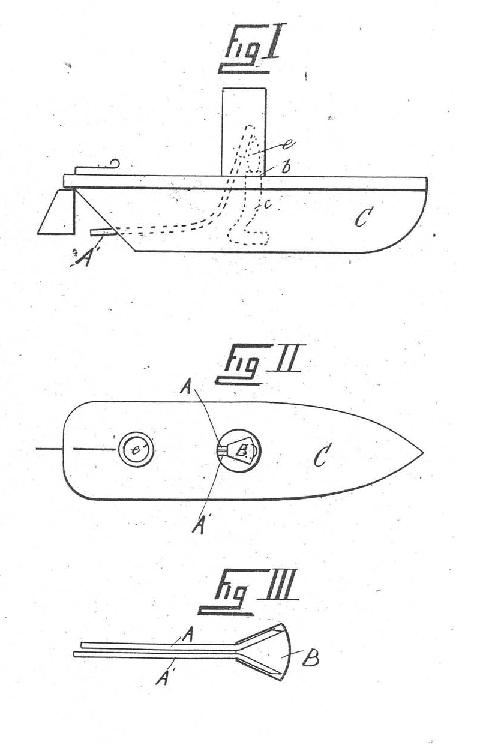
Disegno del motore pop-pop, da una domanda di brevetto presentata da Thomas Piot nel 1891.

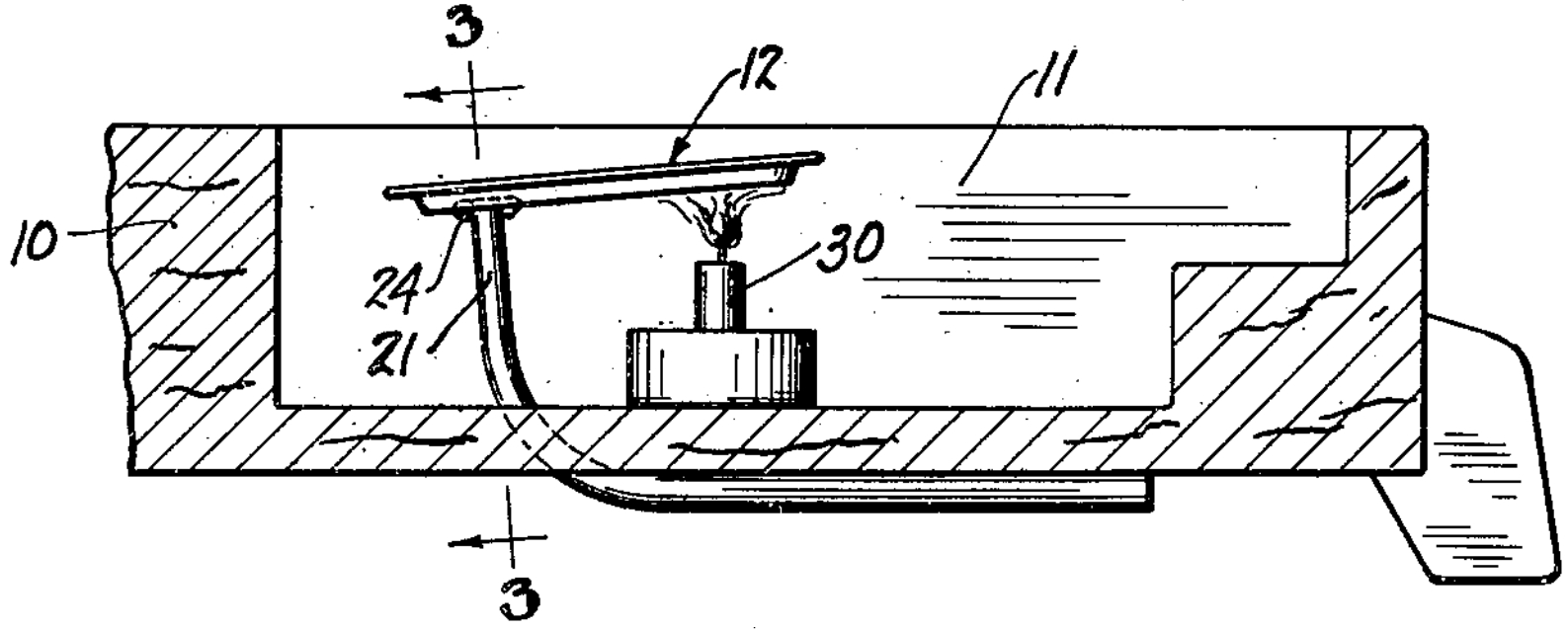
Il motore a diaframma, da una domanda di brevetto presentata da Paul Jones nel 1934.

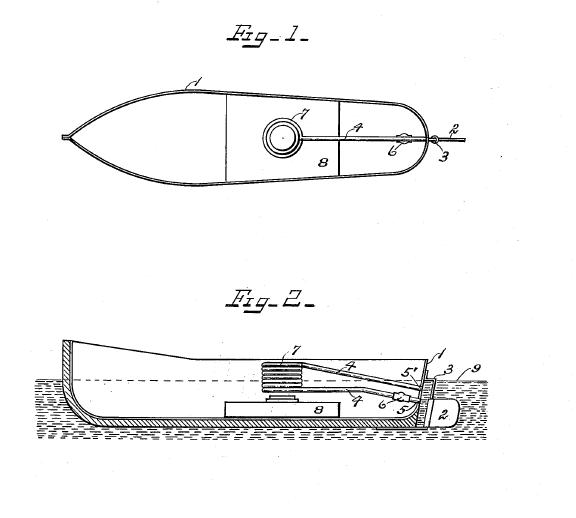
Motore a bobina, da una domanda di brevetto presentata da William Purcell nel 1920.

Il merito per la prima barca pop pop è di solito dato a un francese di nome Thomas Piot. Nel 1891, Piot presentò una domanda di brevetto nel Regno Unito per una semplice barca pop pop usando una piccola caldaia e due tubi di scarico. Un articolo del 1975 di Basil Harley menziona una barca simile vista in un diario francese del 1880, indicando che questo tipo di giocattolo potrebbe essere esistito molti anni prima al brevetto di Piot. 
Nel 1915, un americano di nome Charles J. McHugh presentò una domanda di brevetto per il tipo di motore a diaframma, il che rappresentava un miglioramento del design di Piot. Nel 1920, William Purcell ha depositato un brevetto per il tipo di motore a tubo avvolto. Questo tipo di motore è stato di uso comune negli anni in barche pop pop fatte in casa, grazie alla sua semplicità costruttiva . Il libro Cub Scout (pubblicato da Boy Scouts of America) conteneva un progetto chiamato "Jet Boat". Questo progetto utilizza un tipo di motore a bobina basato sul design di Purcell, inserito in uno scafo di legno. Molte barche pop commerciali hanno utilizzato questo tipo di motore, per il suo basso costo.
McHugh presentò un altro brevetto nel 1926. Questo era nuovamente un design del motore a diaframma, perfezionato in modo da essere fabbricato più facilmente. Nel 1934, Paul Jones ha depositato un brevetto per un altro progetto di diaframma che poteva essere prodotto industrialmente con semplici parti stampate.
Molte barche pop pop prodotte negli anni 20 avevano un unico tubo di scarico. I progetti che utilizzano due tubi di scarico sono più facili da riempire e sono stati molto più comuni nel corso degli anni.
Le barche pop pop sono state popolari per molti anni, specialmente negli anni '40 e '50. Le barche pop pop sono diminuite in popolarità insieme ad altri giocattoli di latta nella seconda metà del XX secolo quando i giocattoli di plastica hanno conquistato gran parte del mercato. Sebbene non siano più prodotte in così tanti esemplari, continuano a essere prodotte. Questi giocattoli sono disponibili in molte varietà. Alcuni molto semplici ed economici, mentre altri molto più decorati e artistici. Come per molti giocattoli, le barche pop pop sono spesso ricercate dai collezionisti e i prezzi pagati variano in base alla rarità e al design.

## Principio di funzionamento

Animazione che mostra il ciclo di lavoro del motore in una barca pop-pop

Una barca pop pop è alimentata da un motore termico molto semplice. Questo motore è costituito da una piccola caldaia, collegata a un tubo di scarico. Quando viene applicato calore alla caldaia, l'acqua nella caldaia evapora, producendo vapore. Il vapore in espansione viene improvvisamente spinto fuori dalla caldaia, emettendo un suono "pop" e spinge parte dell'acqua fuori dal tubo di scarico, spingendo la barca in avanti. La caldaia è ora asciutta e non può quindi generare più vapore. La quantità di moto della colonna d'acqua calda nel tubo di scarico (diretta all'esterno) crea una depressione all'interno della caldaia (con una pressione inferiore a quella atmosferica), generando un reflusso di acqua fredda verso la caldaia (diretta all'interno). Nel caso di un motore a diaframma, anche la caldaia si gonfia verso l'esterno a questo punto, facendo anche scoppiare un suono. La pressione esterna alla caldaia ora forza l'acqua nella caldaia. L'acqua quindi bolle e il ciclo si ripete. Il rumore di scoppio è più pronunciato quando si utilizza una caldaia a diaframma, le caldaie a serpentina sono molto più silenziose.
L'aria nella caldaia può fungere da sorgente e sostenere il movimento oscillatorio dell'acqua, ma se troppa aria entra nella caldaia, l'oscillazione si fermerà, perché tutta l'acqua è stata spostata e non può essere generato altro vapore. L'acqua contiene aria disciolta, che può accumularsi nel motore durante il funzionamento. Pertanto, i motori devono "esplodere" periodicamente in aria per funzionare a lungo.
Nelle barche pop pop con due tubi di scarico, l'acqua viene espulsa da entrambi i tubi durante la prima fase del ciclo e aspirata da entrambi durante la seconda fase. L'acqua non circola attraverso un tubo e fuori attraverso l'altro. L'analogo a combustione interna del motore della barca pop pop è il Pulsoreattore.

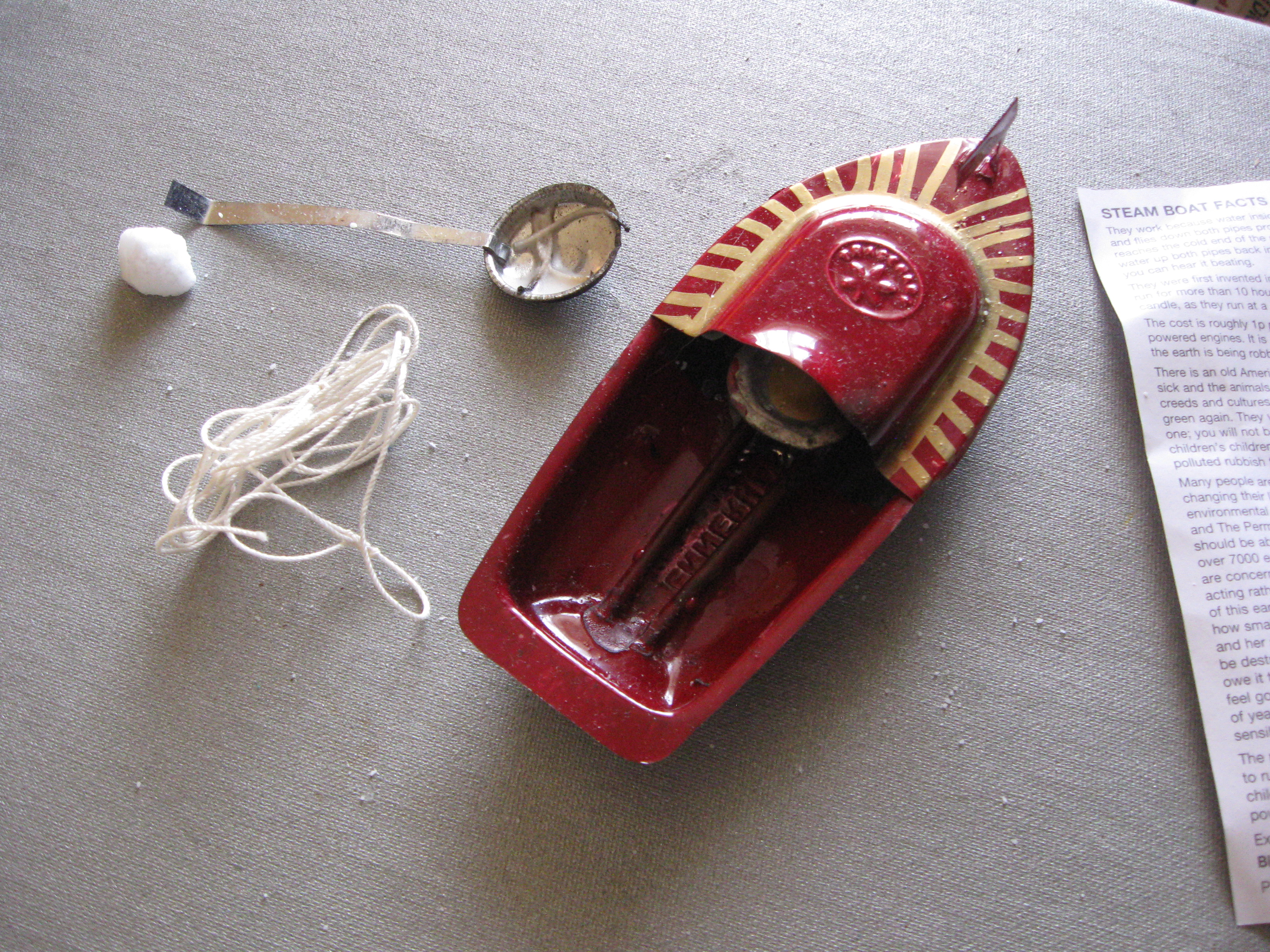
Pop pop boat con accessori. (La candela fusa nella 'padella' con uno stoppino acceso fornisce la fonte di calore)

Il funzionamento della barca pop pop può sembrare sorprendente, dal momento che ci si potrebbe aspettare che se l'acqua entra e esce attraverso il tubo di scarico, la barca dovrebbe semplicemente scuotere avanti e indietro. Ma mentre l'acqua espulsa porta via con sé quantità di moto, che deve essere bilanciata (dalla Terza legge di Newton) da un momento opposto da parte della barca, l'acqua aspirata entra rapidamente nel serbatoio della caldaia e trasferisce la sua quantità di moto sulla barca. La forza di reazione iniziale sull'imbarcazione (che la tirerebbe all'indietro) viene quindi annullata dalla spinta dell'acqua quando colpisce l'interno della caldaia. Il risultato è che l'afflusso di acqua non provoca una forza apprezzabile di ritorno sulla barca. Il sistema funziona perché la velocità o la quantità di moto dell'acqua calda dello scarico nei tubi, sono maggiori della velocità dell'acqua che scorre.
Alcuni autori hanno sostenuto che il motivo per cui la barca pop pop funziona è che l'acqua che viene espulsa dalla parte posteriore della barca forma un getto stretto, mentre l'acqua che viene aspirata nella seconda metà del ciclo viene attirata da tutte le direzioni. Questa asimmetria può essere vista anche nel modo in cui si spegne una candela: è facile estinguere una candela soffiandoci sopra, poiché tutta l'aria espulsa si muove in un getto direzionale concentrato. Tuttavia, è difficile spegnere la fiamma aspirando aria, l'aria che viene aspirata proviene da tutte le direzioni. Questa osservazione, sebbene corretta, può essere fuorviante come una spiegazione del perché la barca pop pop si sposta in avanti. L'asimmetria delle forme di afflusso e deflusso è una conseguenza della viscosità dell'acqua, mentre la barca sarebbe in grado di operare in un fluido ideale. Inoltre, mentre attraversano gli scarichi, sia l'acqua in entrata che in uscita portano lo stesso momento (in direzioni opposte), rispetto alla barca. La differenza importante è che il momento del deflusso viene espulso, mentre il momento del flusso in entrata viene presto trasferito alla barca. L'asimmetria di suzione / soffiaggio rende la barca più efficiente, anche se non è il principio su cui opera.
La fisica dell'operazione della barca pop pop è molto simile a quella del "problema dell'irrigatore di Feynman", un irrigatore sommerso che viene visto girare debolmente o per niente mentre l'acqua viene aspirata attraverso di essa. In entrambi i casi, la forza di reazione sul dispositivo solido causata dall'aspirazione del fluido è bilanciata dal fluido che penetra all'interno del dispositivo. Rispetto alle sue dimensioni ridotte, la sua velocità relativa è equivalente a circa 30 nodi.

## Nei media
Il giocattolo compare anche nel film d'animazione Ponyo sulla scogliera (2008) di Hayao Miyazaki.